# Club Universitario de Deportes (baloncesto)
La sección de baloncesto del Club Universitario de Deportes nace en 1933, cuando la Federación Universitaria de Fútbol cambia su nombre a la denominación actual, siendo una de las disciplinas históricas del club. Pese a su tradición, la disciplina fue desactivada en 2016 por la crisis económica que vivía el club en aquellas tempoadas.

## Historia

### Antecedentes
Al igual que sus otras pares, como en fútbol con la Federación Universitaria de Fútbol, la Federaciñon Universitaria de Basketball fue una organización estudiantil que tuvo bajo su gestión a la práctica del baloncesto entre los universitarios de aquella época. 
Los jugadores de aquella época tuvieron la oportunidad de ser entrenados por los profesores Carlos Cáceres (UNMSM) y Carl Jhnonson (YMCA), quienes habían estudiado en el Springfield College de Massachusetts, misma ciudad donde el deporte había sido inventado en 1891.
Siendo uno de los equipos pioneros del deporte en el país, pudieron afiliarse a la Federación de Basketball desde su fundación, comenzando a competir desde la creación del Campeonato Metropolitano en 1926. En la asamblea de fundación, el delegado crema Mario de las Casas es elegido como el primer presidente de la Federación Peruana de Basketball.
El equipo de la Federación Universitaria consiguió los cinco primeros títulos de la liga de manera consecutiva. Asimismo, al igual que el resto de las federaciones universitarias conformadas en la época, compartía muchos jugadores y dirigentes entre sus distintas organizaciones. Por ejemplo, entre 1928 a 1930, Mario de las Casas compartía funciones en las federaciones de fútbol y basketball como presidente de ambas; mientras que Lino Conroy hacía las veces de presidente en atletismo y secretario en basketball.
Luego de que la Federación Universitaria de Fútbol decidiera romper sus vínculos con las instituciones académicas que las regían, la Federación Universitaria de Basketball decidió cambiar su nombre a Universitario de Basketball, compitiendo bajo esa denominación hasta el Campeonato Metropolitano hasta 1949, ganando los títulos de 1933 y 1934 en el proceso. Aunque muchas publicaciones aducen que estos dos últimos títulos fueron de Universitario de Deportes, la bibliografía consultada afirma que este Universitario de Basketball no guardaba relación alguna con la institución de Odriozola.
Tras la separación de las autoridades universitaria, el 31 de enero de 1933, el recientemente renombrado Universitario de Deportes comienza a crear sus secciones deportivas para la práctica de otros deportes, incuyendo el baloncesto. Sin embargo, había buenas relaciones entre la Federación Deportiva de Basketball y la Federación Univeritaria de Basketball, como por ejemplo que ambas instituciones hayan sido fundadas y presididas por Mario de las Casas en 1926 y 1924, respectivamente. Esto hizo que las gestiones para que la U se integre a la liga fueran desestimadas, según testimonio de Rafael Quirós en su libro La U y su historia.
Para 1949, Universitario de Basketball y Universitario de Deportes llegan a un entendimiento como instituciones y deciden fusionarse bajo el nombre de la segunda, consiguiendo el equipo crema ingresar como equipo participante de la Liga de Lima.

### Rama masculina
Universitario empieza a competir desde la temporada 1950 de la Liga de Lima, la cual funcionaba como liga nacional por aquellos años. En esa primera participación, el cuadro crema conseguiría el título con una base que tenía en su formación a seleccionados nacionales como Virgilio Drago, Luis Sánchez y Arturo Ferreyos. Sin embargo, este sería el único título obtenido durante esa primera década de participación. Con el mismo quinteto titular de 1950, lograría el subcampeonato de 1953, mientras que volvería a trepar al segundo lugar de la liga en 1957 y 1958.
El segundo título de Universitario recién llegaría hasta 1966, volviendo al subtítulo de forma consecutiva en 1967 y 1968. En este nuevo periodo, el equipo era formado por los jugadores Ricardo Segura, Manuel Valerio, Lorenzo Sologuren, Jaime Mongrut y Tomás Sangio. Esta misma base conseguiría el único bicampaeonato del equipo en las temporadas 1971 y 1972, ya con la participación otro seleccionado peruano, Walter Fleming.
Lamentablemente, la crisis terminaría golpeando al club en esa década y todas las secciones deportivas de la U sufrirían varios reveses en sus participaciones y esto haría que los principales miembros del equipo fueran tentados económicamente por otros equipos. El club no volvería a los primeros planos hasta el título de 1979, cuando la junta directiva decidió hacer un esfuerzo y contratar a tres norteamericanos, encabezados por Dino Robertson lo cual también serviría para afianzar un grupo que contaba con referentes nacionales Carlos Vásquez y Juan Manuel Cárdenas. Este mismo grupo, lograría el subcampeonato a la temporada siguiente, la de 1980.
Hubo un último esfuerzo de volver a sitiar a Universitario de Deportes entre la élite del deporte de la canasta en 1983, pero sólo consiguió el subcampeonato de 1984, en lo que sería la última temporada del club en este deporte. Luego de ello, el club se convertiría en un equipo ascensor entre la primera y segunda división, hasta su priemra desactivación alrededor del año 2007. 
El club retomaría actividades tres años después, en 2010, pero seguiría siendo un equipo lejos de los reflectores; siendo los últimos años del club en la División de Honor de la Liga de Basket de Lima en 2011 y 2014-2015, sin mayor suceso y regresando a la división inferior luego de una temporada, suspendiendo sus actividades por segunda vez en 2016 por la crisis económica del club.

### Rama femenina
Igual que en su contraparte masculina, el club merengue sería uno de los primeros difusores del deporte entre las mujeres, siendo admitidas en la liga casi al mismo momento que su afiiación a la Federación Peruana de Basketball. El primer éxito del club en la rama femenina sería en el año 1967, consiguiendo también los subcampeonato de 1968 y 1970. El éxito también llegaría con un bicampeonato en 1971 y 1972. Este periodo de éxito tuvo destacada actuación de la selecionada nacional Ketty Rojas y del entrenador Carlos Rojas, que era padre de Ketty.
Al igual que la rama masculina, hubo un descenso en los resultados obtenidos en la liga para la segunda mitad de la década de 1970, el equipo volvería a las primeras planas con el subcampeonato de 1981. El éxito llegaría en 1983, con el cuarto título del club en la liga, que sería seguido por los subcampeonatos de 1984, 1985, 196 y 1987. Gracias al título de 1983, Universitario participaría de la Liga Sudamericana de Baloncesto Femenino por única vez en 1984.
A pesar de la década relativamente exitosa, la crisis también alcanzó y alejó a la U de los reflectores en la liga de Lima hasta el año 2012, que consigue clasificar a la liguilla final de la Liga de Lima.
La temporada 2014 fue un pequeño reencuentro de Universitario con la élite del deporte. Al final de la liga, Universitario había quedado en tercer lugar de la liguilla final, logrando clasificar a la Liga Nacional Femenina 2015. En el torneo nacional llega hasta los play-off finales, quedando en cuarto lugar de la liga nacional.
A la siguiente temporada de la Liga de Lima, Universitario consigue el subcampeonato de la Liga de Lima 2015, consiguiendo nuevamente la clasificación a la Liga Nacional de la temporada. En la final de la Liga Nacional Femenina 2015, no pudo contra Regatas Lima y logró el subcampeonato de la temporada. Esta última etapa del club tuvo destacada intervención de deportistas como Celia Cáceres, Tara Jhonson y Kelly Garrido.

## Palmarés
- Liga de Basket de Lima (5): 1950, 1966, 1971, 1972 y 1979.
- Liga de Basket Femenino de Lima (4): 1967, 1971, 1972 y 1983.
- Subcampeón de la Liga Nacional de Basketball Femenina (1): 2016.
- Subcampeón de la Liga de Basket de Lima (7): 1953, 1957, 1958, 1967, 1968, 1980 y 1984.
- Subcampeón de la Liga de Basket Femenino de Lima (9): 1968, 1970, 1981, 1984, 1985, 1986, 1987, 2014 y 2015.
- MVP - Liga de Basket Femenino de Lima (2): Ketty Rojas en 1968 y 1969.
- Mejor encestadora - Liga Nacional de Basket Femenino (1): Tara Jhonson en 2016.[20]